# فرانک کامنی
فرانکلین ادوارد فرانک کامنی (انگلیسی: Franklin Edward Frank Kameny) - (می۲۱ ۱۹۲۵ - اکتبر۱۱ ۲۰۱۱) یکی از مهمترین شخصیتهای جنبش حقوق همجنسگرایان در آمریکا بود. در سال ۱۹۵۷ کامنی از سمت خود در ارتش آمریکا به دلیل همجنس‌گرا بودن اخراج شد. او جنگ شدیدی را با سیستم آمریکا برای به دست آوردن حقوق برای همجنسگرایان شروع کرد. او از دولت ایالات متحده شکایت کرد و شکایت خود را به دادگاه عالی آمریکا برد. با اینکه درخواست او شکست خورد ولیکن این مسئله اولین بار بود که در تاریخ دادگاه عالی آمریکا مطرح می‌شد.

## زندگی
کامنی در نیویورک در یک خانواده یهودی اشکنازی متولد شد. او به کالج کویینز رفت. در این زمان جنگ جهانی دوم شروع شد و او مجبور شد به ارتش بپیوندد. بعد از جنگ به کالج کویینز بازگشت و کارشناسی فیزیک گرفت. او سپس به دانشگاه هاروارد رفت و کارشناسی ارشد و دکترای خود را در ستاره‌شناسی از این دانشگاه گرفت. او در سال ۱۹۵۷ در ارتش آمریکا استخدام شد. هنگامی که او گفت که مایل نیست قسمت گرایش جنسی فرمها را پر کند توسط کمیته اخراج شد. از این زمان فعالیتهای خود را برای جنبش همجنسگرایی شروع کرد. در سال ۱۹۷۱ او اولین فرد همجنسگرایی بود که کاندیدای کنگره ایالات متحده شد.

## قدردانی
در ۲ ژوئن ۲۰۲۱، نشان‌واره گوگل در ماه افتخار به افتخار او تغییر کرد.